# فندق (گیاه)

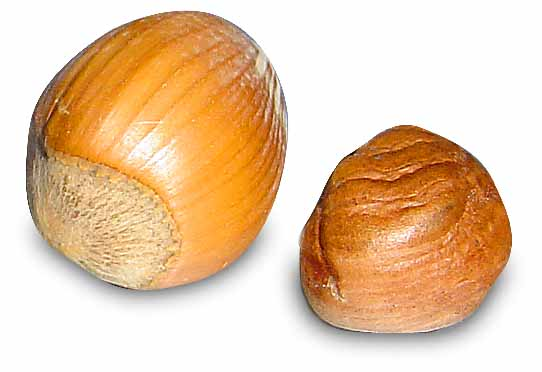
فندق پوست‌کنده (مغز) و با پوست

فَندُق یا فندق معمولی با نام علمی Corylus avellana درخت یا درختچه‌ای است به ارتفاع تقریباً دو متر؛ که ارتفاع آن در نواحی مساعد تا ۶ متر نیز می‌رسد. درخت فندق بومی اروپا و آسیای صغیر است. این جنس معمولاً در خانواده توس Betulaceae قرار می‌گیرد، اگرچه برخی گیاه شناسان فندق‌ها و جنس‌های وابسته را به یک خانواده جداگانه Corylaceae تقسیم می‌کنند.
برگ‌های درخت فندق ساده و گرد (پهن) و نوک‌تیز با حاشیه‌های دو دندانه، به‌رنگ سبز با دمبرگی بطول تقریباً ۱ سانتی‌متر اند. درخت فندق تک پایه و دارای دو نوع گل نر و ماده است که به صورت سنبله آویخته، خیلی زود در بهار قبل از برگ‌ها ظاهر می‌شوند. میوه فندق گرد با قطر ۲/۵– ۱/۵ سانتی‌متر است و دارای پوششی سبزرنگ است که پس از خشک‌شدن تدریجاً از آن جدا می‌شود.

## ریشه واژه
واژهٔ فندق می‌تواند معرب واژه یونانی ποντικόν (κάριον) باشد یا از واژه پندوک و پارسی بن توک (درون خالی) گرفته شده باشد.

## ترکیبات شیمیایی
مغز فندق که یکی از خشکبارها است در حدود ۶۰ درصد روغن دارد که به رنگ زرد روشن است و طعم ملایم و بوی مطبوعی دارد. این روغن به مصرف تغذیه، عطرسازی و نقاشی می‌رسد. مغز فندق حاوی مقدار زیادی فسفر است. این دانه، سرشار از آهن است و می‌تواند برای درمان کم‌خونیهای ناشی از کمبود آهن به کار رود.

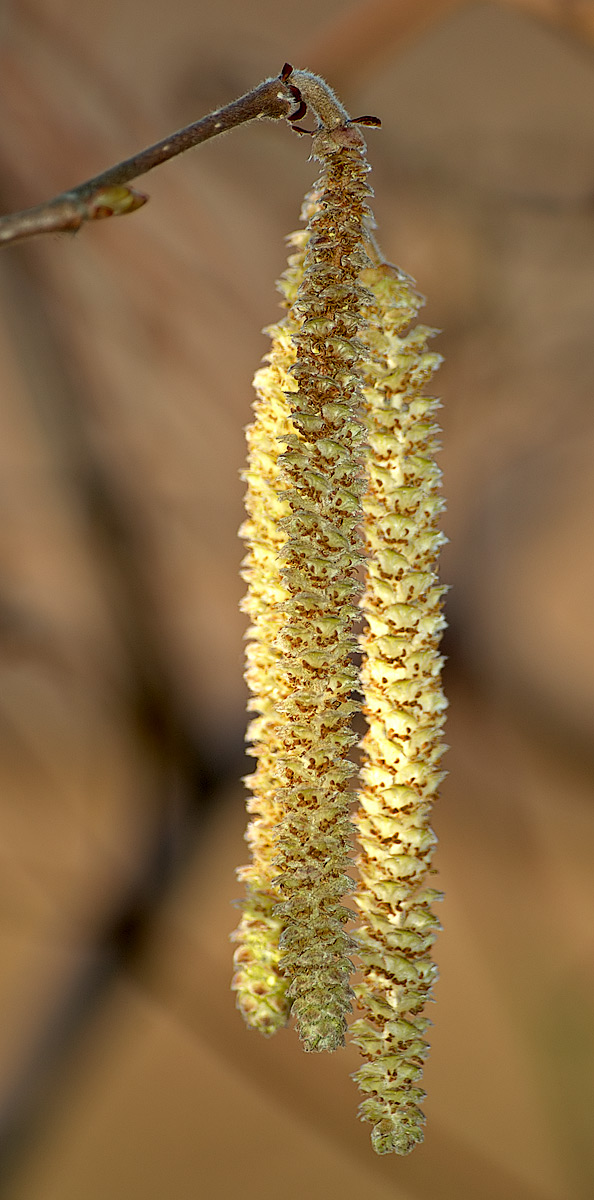
سنبله نر درخت فندق

## دربارهٔ گیاه
درختچهای به ارتفاع ۱/۵ متر که در اماکن مساعد به ارتفاع ۶ تا ۷ متر (گاهی بیشتر) در می‌آید و به سهولت جنگلی انبوه به وجود می‌آورد. برگ‌هایی پهن و نوک‌تیز با دو ردیف دندانه، به رنگ سبز و گل‌هایی بر دو نوع نر و ماده دارد. نوع نر این گل‌ها دارای ۳ تا ۸ پرچم است و مجموعهٔ آن به صورت سنبله‌های آویخته در پاییز ظاهر می‌شود. میوه آن که فندق نامیده می‌شود، در حالت تازه از پوشش سبز رنگی پوشیده شده است ولی تدریجاً پس از خشک‌شدن از آن جدا می‌شود. گونه Cavellane به عنوان فندق اروپایی شناخته شده و به‌صورت تجاری کاشته می‌شود. در اثر دورگه‌گیری این گونه و سایر گونه‌های موجود در این جنس، تنوع زیادی در ارقام فندق ایجاد شده است.

## انواع فندق
1. بارسلونا
2. باتلر
3. انیس
4. ایستاریکی
5. نورتامتون
6. آنا
7. سلف هاسگر (پوست آزاد)
8. رقم اسکینر
9. توند اجنیتل

## نیاز اکولوژیکی
درختان فندق به زمستانِ نسبتاً سرد و تابستان خنک نیاز دارند. برای رشد و تکامل میوه تابستان خنک و طولانی از تابستان گرم و طولانی مناسب‌تر است. درختان فندق برای رفع نیاز سرمایی باید مدت نسبتاً طولانی در معرض سرمای متوسط قرار گیرند. در مناطق مرطوب درخت‌ها نسبت به عوامل بیماری‌زا حساس هستند. درختان فندق مقاوم به سرما هستند. شاتون‌ها و گل‌های ماده فندق در مقایسه با گل‌های باز شده مقاومت بیشتری نسبت به سرما دارند. در صورتی‌که گل‌های ماده باز شده باشند، دمای ۵/۹- درجه سانتی‌گراد به آن‌ها صدمه می‌زند. بین حداقل و حداکثر دمای هوا با تاریخ‌های گل‌دهی گل آذین نر و ماده رابطه مستقیمی وجود دارد افزایش مجموع درجه حرارت‌های مؤثر ظهور کلاله را در ارقام زودرس به تأخیر می‌اندازد. مقاومت بافت‌ها نسبت به سرما تعیین شده است که از حساس تا مقاوم عبارتند از: استوانه مرکزی، آوندهای چوب، کامبیوم و پوست. در اواسط زمستان مقاومت جوانه‌های رویشی نسبت به سرما بیشتر از گل‌های ماده است. همچنین مقاومت اکثر گل‌های ماده در دی ماه بیشتر از گل‌های نر است. از کاشت فندق در مناطق پست که هوای سرد در آنجا باقی می‌ماند باید خودداری کرد و همین‌طور بادهای خشک نیز نباید در آن منطقه وجود داشته باشد. مناطقی که بارندگی متوسطی دارند و توزیع بارندگی نیز در طول فصل مناسب است برای کاشت موفقیت‌آمیز فندق خیلی مناسب هستند. خاک‌های خنثی تا کمی اسیدی با ۶ pH برای کاشت فندق مناسب است.

## آماده‌سازی خاک
نوع خاک مناسب برای کاشت فندق در مناطق مختلف متغیر است ولی به‌طور کلی خاک باید عمیق، حاصلخیز و دارای زهکشی خوبی باشد. در خاک‌های عمیق مقدار زیادی آب و مواد غذایی ذخیره می‌شود که در طی فصول خشک مورد استفاده قرار می‌گیرد. ریشه‌های درخت فندق تا عمق ۵/۲ _ ۴ متر به سرعت رشد می‌کند. عوامل نامساعدی مثل وجود لایه غیرقابل نفوذ، بالا بودن سطح آب زیرزمینی، وجود سنگ و شن و عدم وجود تهویه در خاک، رشد ریشه‌ها را محدود می‌کند. خاک باید تا عمق ۴ متر دارای تهویه خوبی باشد. درختان فندق در مقایسه با درختان گردو تحمل بیشتری نسبت به خاک‌های فشرده دارند. ازدیاد فندق به دو روش ازدیاد به وسیله بذر و ازدیاد رویشی انجام می‌گیرد. در ازدیاد به وسیله بذر با کاشت فندق بلافاصله پس از برداشت همراه با پریکارپ به مقدار زیادی جوانه‌زنی را کاهش می‌دهد. حذف پوسته بذر مثل حذف پریکارپ جوانه زنی را تا ۸۱ درصد افزایش می‌دهد. خواب بذر با یک دوره استراتیفیکاسیون به مدت ۶ ماه برطرف می‌شود. در صورتی که فندق دیر برداشت شود (آخر شهریور). پریکارپ میوه‌ها سخت می‌شود در اینصورت ابتدا یک دوره استراتیفیکاسیون گرم در ۲۰ درجه سانتی‌گراد ضروری است و به‌دنبال آن بذور فندق باید در معرض یک دوره سرما (۴ درجه سانتی گراد) قرار گیرند. در میوه‌هایی که زود برداشت می‌شوند (آخر مرداد) آندوسپرم و جنین اغلب به اندازه کافی رشد نمی‌کند و جوانه‌زنی این قبیل بذور به‌خوبی صورت نمی‌گیرد. برای از بین بردن خواب بذور فندق اگر آن‌ها را به مدت ۶ هفته در معرض سرمای ۵ درجه سانتی‌گراد قرار داده و سپس به ۲۰ درجه سانتی‌گراد منتقل شوند، اسید جیبرلیک در بذر تجمع یافته و موجب جوانه‌زنی می‌شود.
- در ازدیاد رویشی روش‌های مختلفی وجود دارد که عبارتند از:
  - ازدیاد به وسیلهٔ قلمه
  - ازدیاد به وسیلهٔ خوابانیدن
  - ازدیاد به وسیلهٔ پیوند
  - ازدیاد به وسیلهٔ ریزازدیادی

## تاریخ و فواصل کاشت
زمین‌های شیب‌دار قبل از کاشت باید تراس‌بندی شوند تا بتوان درختان فندق را با فواصل مناسب در آن‌ها کاشت این عمل استفاده از کودهای شیمیایی، دامی و نیز آبیاری را تسهیل می‌کند. در هنگام کاشت باید دقت شود داخل چاله‌ها عاری از سنگ باشد زیرا وجود سنگ ریشه‌ها را محدود می‌کند. کاشت فندق در اواخر زمستان یا در بهار صورت می‌گیرد. در هنگام کاشت پس از حفر گودال‌ها در ته هر گودال مقداری خاک را به صورت کپه ریخته و ریشه نهال را در روی آن قرار می‌دهند سپس بقیه گودال را با خاک رویی پر کرده و آن را سفت می‌کنند. اطراف نهال را با خاک اره یا خاک سست پوشانده و آن را آبیاری می‌کنند. برای کاهش تعداد پا جوش‌ها و حذف آسانتر آن‌ها نهال‌ها را از ارتفاع ۵۰ تا ۷۵ سانتی‌متری سربرداری می‌کنند و تنه نهال‌ها را به منظور جلوگیری از آفتاب سوختگی با یک ماده سفید رنگ‌آمیزی کرده یا با کاغذ سفید آن را می‌پوشانند.

## کاشت
در صورتی‌که فندق به‌صورت بوته‌ای یا پرچین پرورش داده نشود، فاصله کاشت ۶ متر است. عملکرد فندق در حالت درخت بیشتر از حالت بوته‌ای است. در حالت بوته‌ای قسمت مرکزی ضعیف مانده یا در اثر سایه قسمت‌های بیرونی از بین می‌رود. فاصله کاشت بسته به اینکه در بین درختان فندق چیز دیگری هم کاشته شود متفاوت است.

## داشت
مراقبت از درختان فندق از جنبه‌های مختلفی صورت می‌گیرد؛ که به‌قرار زیر است:
- هرس: در درختان بارده شاخه‌های جانبی که بر روی شاخه‌های اصلی قرار دارند هر سال هرس شده و شاخه‌های ضعیف حذف می‌شوند. اگر در هنگام کاشت هرس ریشه صورت گرفته باشد در مراحل بعدی نیاز به هرس کمتر خواهد بود ولی وقتی درختان فندق ۱۲تا ۱۵ ساله شدند، بهتر است مقدار زیادی از شاخه‌های جانبی هرس شوند تا رشد شاخه‌های قوی تحریک شود. در این حالت در هر درخت ۸ تا ۱۰ شاخه باقی می‌گذارند تا میوه بهتر پر شده و محصول افزایش یابد. اضافه کردن کود دامی به مقدار ۳۰ تن در پاییز به همراه ۶۰۰ کیلوگرم در هکتار سوپرفسفات و در بهار ۵۰۰ _۴۰۰ کیلوگرم سولفات آمونیوم یا ۴۰۰ _ ۳۰۰ کیلوگرم سیانید کلسیم یا ۳۰۰ _۱۵۰ کیلوگرم در هکتار نیترات آمونیوم پیشنهاد می‌شود.
- مبارزه با آفات: آفات فندق‌ها از قبیل کنه فندق، سرخور طومی فندق، سوسک چوب خوار، کنه مولد کال فندق، سپردار فندق، نماند، پژمردگی باکتریایی، پژمردگی فندق، پوسیدگی قهوه‌ای یا آنتراکوز کپک خاکستری و بیماری ویروس موزائیک می‌باشد.
- آبیاری: اگر فندق در خاک‌های حاصلخیز که ظرفیت نگهداری آب زیادی دارند کاشته شود به آبیاری کمی نیاز خواهد داشت.
- حذف پاجوش‌ها: حذف پاجوش‌ها در اطراف تنه فندق ضروری است به منظور حذف مؤثر پاجوش‌ها ضروری‌است که عمل حذف، ۳ تا ۴ بار در سال و تا چند سال پس از کاشت صورت گیرد. حذف پاجوش‌های جدید باید تا حد امکان از نزدیک محل رشد آن‌ها صورت گیرد. مبارزه با علف‌های هرز که توسط علف‌کش‌های شیمیایی صورت می‌گیرد.
- گل‌دهی: گل‌دهی فندق ۴ _۳ سال پس از کاشت صورت می‌گیرد، ولی معمولاً باردهی از سال ۶ _ ۵ شروع می‌شود مدت باردهی ۲۰_۱۰ سال است. شاخه‌هایی که طول آن‌ها ۲۵_۱۶ سانتی‌متر است. بیشترین ظرفیت باردهی را دارند. تمام گونه‌های جنس Corylus یک پایه بوده، گل‌های یک جنسی تولید می‌کنند و گرده‌افشانی آن‌ها توسط باد صورت می‌گیرد. دوره گل‌دهی فندق در شرایط طبیعی حدود ۳ ماه طول می‌کشد که با گرده‌افشانی ارقام زودرس شروع شده و با مرحله اوج گل‌دهی در ارقام دیررس تمام می‌شود. فندق گیاهی خود ناسازگار است، لذا برای انجام گرده‌افشانی مطلوب، باید ارقام مختلف با هم کاشته شود. کاشت ۱۲ درصد درختان گرده‌افشان در شرایط مساعد برای گرده‌افشانی رقم اصلی کافی است.

## برداشت
میوه‌های فندق پس از رسیدن بر روی زمین می‌ریزند. میوه‌هایی که به روی زمین می‌ریزند، در اثر رطوبت خاک تغییر رنگ می‌دهند از این رو برای جلوگیری از آن باید در اولین فرصت پوست میوه‌ها جدا شود. میوه‌ها در طول فصل باید ۳_۲ بار جمع‌آوری شوند. عملکرد درختان فندق بسته به سن و قدمت درخت فاصله کاشت، عملیات آماده‌سازی خاک و عوامل دیگر متفاوت است. اگر یک هکتار باغ ۲۲۰۰ کیلوگرم محصول تولید کند محصول خوبی داشته است. عملکرد درختان بارده، از سالی به سال بعد دچار نوسان می‌گردد.

## مراکز تولید
مهم‌ترین مناطق تولید فندق در ایران ناحیه اشکور رحیم‌آباد (سفلی و علیا)، به ویژه روستاهای پرندان، کاکرود، ارکم، شاهراج، کیارمش، و… است. این منطقه بیش از ۶۰ درصد تولید فندق ایران را تحت پوشش دارد و همچنین شهرستان تالش نیز از قطب‌های تولید فندق در ایران است و در مجموع نیز هشتاد و پنج درصد فندق تولیدی ایران در استان گیلان صورت می‌گیرد همچنین ایران در سال ۲۰۰۹ در رتبه هفتم جهان در تولید فندق قرار دارد. برخی دیگر از مناطق تولید فندق ایران می‌توان به استان قزوین اشاره کرد.